# Gianuario Carta
Gianuario Carta (Bitti, Nuoro megye, Szardínia, 1931. január 1. – Cagliari, 2017. február 14.) olasz politikus. Az Olasz Kereszténydemokrata Párt (Democrazia Cristiana) tagja.
1968 és 1983 között az olasz parlament képviselőjeként és szenátoraként szolgált, 1983-tól 1986-ig Bettino Craxi első kabinetjében volt a kereskedelmi flotta minisztere.